# 維吉尼亞州第七步兵團
維吉尼亞州第七步兵團（英語：7th Virginia Infantry Regiment）曾是波多馬克軍團的一部分，其成員多是來自庫爾佩珀縣，阿爾伯馬爾縣和麥迪遜縣的農民。

## 指揮
- 理查（Richard Ewell）
- A.P. 希爾
- 詹姆斯·勞森·肯柏（James Lawson Kemper）
- 瓦樂·巴頓（Waller T. Patton），後於蓋茲堡之役的皮克特衝鋒中傷重不治

肯柏後來成為喬治·皮克特（George Edward Pickett）麾下的准將，指揮其中一個軍旅，當中的步兵團包括：
- 維吉尼亞州第一步兵團
- 維吉尼亞州第三步兵團
- 維吉尼亞州第七步兵團
- 維吉尼亞州第十一步兵團
- 維吉尼亞州第二十四步兵團

## 戰場生涯
曾於馬納沙斯一役與著名的石牆傑克森站在一起，對抗聯邦軍隊的進攻。
後加入李將軍統領的北維吉尼亞軍團，石牆傑克森陣亡後被納入Longstreet的第一兵團，並於1863年跟隨Pickett衝擊石牆後北軍。
1865年4月，維吉尼亞州第七步兵團退到阿波馬托克斯郡府（Appomattox Court House），但此步兵團的大多數殘兵為防北軍奪得武器而把它們消毀，其後又拒絕投降。